# USS Brinkley Bass (DD-887)
USS Brinkley Bass (DD-887) là một tàu khu trục lớp Gearing được Hải quân Hoa Kỳ chế tạo vào giai đoạn cuối Chiến tranh Thế giới thứ hai. Nó là chiếc tàu chiến duy nhất của Hải quân Mỹ được đặt theo tên Thiếu tá Hải quân Harry Brinkley Bass (1916–1944), phi công từng hai lần được tặng thưởng Huân chương Chữ thập Hải quân; ông tử trận khi tham gia Chiến dịch Dragoon tại miền Nam nước Pháp năm 1944. Hoàn tất khi chiến tranh đã kết thúc, con tàu tiếp tục phục vụ trong giai đoạn Chiến tranh Lạnh, Chiến tranh Triều Tiên và Chiến tranh Việt Nam cho đến khi ngừng hoạt động năm 1973. Nó được chuyển cho Brazil và tiếp tục phục vụ cùng Hải quân Brazil như là chiếc Mariz e Barros (D 26) cho đến năm 1997. Con tàu bị đánh chìm như một mục tiêu vào năm 2000. Brinkley Bass được tặng thưởng bảy Ngôi sao Chiến trận do thành tích phục vụ trong Chiến tranh Triều Tiên, và thêm chín Ngôi sao Chiến trận khác khi hoạt động trong cuộc Chiến tranh Việt Nam.

## Thiết kế và chế tạo
Brinkley Bass được đặt lườn tại xưởng tàu của hãng Consolidated Steel Corporation ở Orange, Texas vào ngày 20 tháng 12 năm 1944. Nó được hạ thủy vào ngày 26 tháng 5 năm 1945; được đỡ đầu bởi bà Percy Bass, mẹ của Thiếu tá Bass, và nhập biên chế vào ngày 1 tháng 10 năm 1945 dưới quyền chỉ huy của Hạm trưởng, Trung tá Hải quân Philip W. Winston.

## Lịch sử hoạt động

### 1945 - 1950
Brinkley Bass dành thời gian còn lại của năm 1945 cho việc trang bị và chạy thử máy huấn luyện trong vịnh Mexico. Nó đi đến Charleston, South Carolina để sửa chữa sau chạy thử máy, rồi khởi hành từ Charleston vào ngày 2 tháng 2 năm 1946 để đi sang vùng bờ Tây. Sau khi băng qua kênh đào Panama, nó đi đến San Diego vào ngày 20 tháng 2, và ở lại cảng này không đầy một tuần lễ. Nó lên đường vào ngày 26 tháng 2 để hướng sang khu vực Tây Thái Bình Dương, đi đến Thượng Hải, Trung Quốc và bắt đầu đảm nhiệm việc vận chuyển thư tín đến các cảng trong khu vực: Thượng Hải, Thanh Đảo và Hong Kong, cũng như thực hành cơ động cùng các lực lượng đặc nhiệm 58 và 77. Nó bắt đầu hành trình quay trở về nhà vào tháng 12, ghé qua Guam và Trân Châu Cảng trước khi về đến San Diego vào tháng 2 năm 1947.
Trong một năm tiếp theo, Brinkley Bass hoạt động huấn luyện và thực hành dọc theo vùng bờ biển Nam California. Vào mùa Hè năm 1947, nó đi vào Xưởng hải quân Hunters Point tại San Francisco để đại tu, công việc kéo dài cho đến tháng 11, và sau đó nó quay trở lại hoạt động thường lệ. Đến tháng 2, 1948, nó lên đường đi sang Viễn Đông cho một lượt phục vụ kéo dài tám tháng, và đã viếng thăm Thanh Đảo, Trung Quốc cùng các cảng Nhật Bản Fukuoka, Osaka, Sasebo, Yokohama và Yokosuka. Nó quay trở về San Diego vào tháng 10, tiếp tục hoạt động thường lệ từ cảng nhà. Con tàu rời vùng biển Nam California vào tháng 2, 1949 để tham gia cuộc Tập trận Micowex được tổ chức tại vùng biển Alaska; và sau khi quay trở về San Diego vào tháng 3, nó lại được đại tu vào tháng 4 tại Xưởng hải quân Mare Island.
Brinkley Bass quay trở lại hoạt động thường lệ tại vùng biển Nam California vào tháng 7, 1949. Nó khởi hành vào tháng 10 cho lượt phục vụ tiếp theo tại Viễn Đông, khi luân phiên viếng thăm các cảng Nhật Bản, Trung Quốc, Okinawa và Philippines xen kẻ với những đợt huấn luyện cũng như tuần tra tại eo biển Tsushima. Nó quay trở về San Diego ngang qua Guam và Trân Châu Cảng vào tháng 6, 1950.

### Chiến tranh Triều Tiên
Sự kiện quân đội Bắc Triều Tiên vượt vĩ tuyến 38 xâm nhập vào lãnh thổ Nam Triều Tiên vào ngày 25 tháng 6, 1950 đã khiến cho Chiến tranh Triều Tiên bùng nổ; và Hoa Kỳ buộc phải huy động lực lượng tham gia vào cuộc xung đột. Tuy nhiên Brinkley Bass đã không được phái đi ngay; lịch đại tu theo định kỳ đã đến hạn và nó phải đi vào Xưởng hải quân Hunters Point vào ngày 16 tháng 8; công việc chỉ hoàn tất vào ngày 8 tháng 10. Sau một tháng chuẩn bị, chiếc tàu khu trục rời San Diego vào ngày 6 tháng 11 cho lượt phục vụ đầu tiên tại vùng chiến sự Triều Tiên; và sau các chặng dừng tại Trân Châu Cảng, Midway và Sasebo, Nhật Bản, nó gia nhập Lực lượng Đặc nhiệm 77 ngoài khơi bờ biển Triều Tiên vào ngày 25 tháng 11. Nó phụ trách bảo vệ chống tàu ngầm và canh phòng máy bay cho các tàu sân bay của lực lượng đặc nhiệm trong các chiến dịch không kích các mục tiêu đối phương.
Brinkley Bass và đội của nó được cho tách ra vào cuối tháng 4, 1951 để hộ tống một đoàn tàu vận tải đi sang các cảng Nhật Bản. Đến ngày 16 tháng 5, nó trình diện để phục vụ cùng Lực lượng Đặc nhiệm 95, Lực lượng Hộ tống và Phong tỏa, để hoạt động ngoài khơi cảng Wonsan. Trong một tháng tiếp theo, nó liên tục bắn phá những công sự phòng thủ đối phương và dẫn đường cho các cuộc không kích nhắm vào các mục tiêu khác. Vào ngày 20 tháng 5, mảnh đạn pháo từ một khẩu đội pháo đối phương bắn suýt trúng con tàu bên mạn phải đã khiến một thành viên thủy thủ đoàn tử thương và chín người khác bị thương. Nó quay trở lại vai trò hộ tống và canh phòng máy bay cho các tàu sân bay của Lực lượng Đặc nhiệm 77 vào ngày 27 tháng 6, trước khi được Đội khu trục 91 thay phiên vào ngày 18 tháng 7. Con tàu lên đường quay trở về nhà ngang qua Yokosuka và Trân Châu Cảng, về đến San Diego vào ngày 6 tháng 8. Sau khi được nghỉ ngơi, sửa chữa và bảo trì, nó tiếp nối những hoạt động thường lệ từ San Diego.
Vào ngày 26 tháng 1, 1952, Brinkley Bass cùng các tàu chị em Arnold J. Isbell (DD-869) và Stickell (DD-888) khởi hành từ San Diego để hướng sang vùng chiến sự tại Triều Tiên. Sau các chặng dừng tại Trân Châu Cảng, Midway và Yokosuka, nó trình diện để phục vụ cùng Lực lượng Đặc nhiệm 77 vào ngày 25 tháng 2, hoạt động cho đến ngày 19 tháng 3, khi nó gia nhập trở lại Lực lượng Đặc nhiệm 95 tại khu vực cảng Wonsan. Trong hai tuần lễ tiếp theo, nó hoạt động bắn phá các vị trí đối phương, và cũng bị đối phương bắn trả, bị bắn trúng một phát đạn pháo vào phía giữa tàu vào ngày 25 tháng 3 khiến ba thủy thủ bị thương. Nó hoàn thành nhiệm vụ tại khu vực Wonsan vào ngày 1 tháng 4, và quay trở về Yokosuka để sửa chữa.
Quay trở lại phục vụ cùng Lực lượng Đặc nhiệm 77 vào giữa tháng 4, 1952, Brinkley Bass hộ tống cho các tàu sân bay và tham gia các hoạt động bắn phá bờ biển trong sáu tuần lễ tiếp theo. Nó đã trợ giúp cho chiếc tàu frigate Hàn Quốc ROKS Apnok 62 suýt bị cắt làm đôi sau một tai nạn va chạm; rồi được tách khỏi Lực lượng Đặc nhiệm 77 vào ngày 27 tháng 5 để có được tám ngày nghỉ ngơi tại Sasebo. Nó quay trở lại khu vực Wonsan vào ngày 6 tháng 6, hoạt động bắn phá vào lãnh thổ Bắc Triều Tiên trong hai tuần cho đến ngày 22 tháng 6, khi Đội khu trục 52 của nó được thay phiên tại Wonsan để lên đường đi Okinawa. Nó hoạt động huấn luyện và thực hành chống tàu ngầm trong hai tuần tại khu vực quần đảo Ryukyu, rồi hoạt động tuần tra trong hai tuần lễ tiếp theo tại khu vực eo biển Đài Loan. Nó gia nhập trở lại thành phần hộ tống của Lực lượng Đặc nhiệm 77 vào ngày 28 tháng 7, và tiến hành bắn phá bờ biển phía Đông Triều Tiên vào ngày 31 tháng 7, là hoạt động tác chiến cuối cùng của con tàu trong cuộc chiến tranh.
Brinkley Bass trở về đến San Diego vào ngày 26 tháng 8, 1952, nơi con tàu được nghỉ ngơi và bảo trì, nó lên đường đi Xưởng hải quân Puget Sound vào ngày 15 tháng 9 để được đại tu theo định kỳ; công việc rtong xưởng tàu kéo dài cho đến tận cuối tháng 1, 1953. Nó rời Puget Sound vào ngày 26 tháng 1 để quay trở về San Diego, và hoạt động tại chỗ cho đến giữa tháng 4, rồi khởi hành từ San Diego vào ngày 18 tháng 4 để quay trở lại khu vực Viễn Đông. Chiếc tàu khu trục tiếp tục luân phiên phục vụ giữa các lực lượng đặc nhiệm 77 và 95, cũng như tham gia tuần tra eo biển Đài Loan. Lượt hoạt động kéo dài cho đến ngày 2 tháng 11, khi nó rời Yokosuka để quay trở về San Diego. Nó trải qua tháng 12 được nghỉ ngơi và bảo trì trước khi đi vào Xưởng hải quân Hunters Point cho một đợt đại tu khác. Sau khi hoàn tất công việc trong xưởng tàu, nó thực hành huấn luyện cùng các hoạt động tại chỗ khác ngoài khơi San Diego, chuẩn bị cho lượt biệt phái tiếp theo.

### 1954 - 1964
Cuộc xung đột tại bán đảo Triều Tiên đã chấm dứt sau khi các bên liên quan đạt được một thỏa thuận ngừng bắn, bắt đầu có hiệu lực từ ngày 27 tháng 7, 1953. Vì vậy các lượt phục vụ tiếp theo của Brinkley Bass tại khu vực Tây Thái Bình Dương diễn ra một cách hòa bình và theo lịch trình đều đặn hơn. Từ tháng 7, 1953 cho đến tháng 6, 1963, con tàu đã bảy lần được phái sang hoạt động tại Viễn Đông, viếng thăm nhiều cảng Châu Á cùng các tàu chiến khác thuộc Đệ Thất hạm đội và thỉnh thoảng tham gia tuần tra tại eo biển Đài Loan.
Brinkley Bass không được phái sang hoạt động tại Viễn Đông trong năm 1961, thay vào đó nó được sửa chữa và nâng cấp trong khuôn khổ Chương trình Hồi sinh và Hiện đại hóa Hạm đội (FRAM: Fleet Rehabilitation and Modernization). Ngoài mục đích kéo dài vòng đời hoạt động thêm 10 đến 20 năm, nó cũng được nâng cao năng lực tác chiến chống ngầm, cải tiến những thiết bị điện tử, radar và sonar hiện đại. Tháp pháo 5-inch phía trước thứ hai được tháo dỡ, thay thế bằng hai bệ ống phóng ngư lôi Mark 32 ba nòng, trang bị thêm bệ phóng tên lửa chống ngầm RUR-5 ASROC giữa các ống khói, cùng hầm chứa và sàn đáp để vận hành máy bay trực thăng không người lái chống tàu ngầm Gyrodyne QH-50 DASH.
Từ tháng 6, 1963, Brinkley Bass hoạt động thực hành huấn luyện và tập trận thường lệ từ căn cứ Long Beach, California trong hơn hai năm tiếp theo, bao gồm một lượt đại tu tại Xưởng hải quân Hunters Point từ tháng 4 đến tháng 8, 1964. Trùng hợp với thời điểm nó rời xưởng tàu, Sự kiện vịnh Bắc Bộ xảy ra tại vùng biển ngoài khơi Việt Nam, một cái cớ để Hoa Kỳ leo thang sự can thiệp vào cuộc xung đột tại đất nước Đông Nam Á này. Dù sao chiếc tàu khu trục vẫn tiếp tục ở lại hoạt động dọc theo vùng bờ Tây thêm một năm an bình trước khi thực sự được phái sang khu vực chiến sự.

### Chiến tranh Việt Nam
Brinkley Bass khởi hành từ Long Beach vào ngày 28 tháng 9, 1965, trong thành phần một đội đặc nhiệm được hình thành chung quanh tàu sân bay Ticonderoga (CV-14), để đi sang Viễn Đông. Đội đặc nhiệm dành ra hai tuần lễ thực hành huấn luyện tại khu vực quần đảo Hawaii trước khi tiếp tục hành trình hướng sang khu vực Tây Thái Bình Dương, và đi đến căn cứ vịnh Subic, Philippines vào ngày 30 tháng 10. Nó lên đường ba ngày sau đó để đi sang vùng biển Việt Nam, nơi nó hộ tống cho tàu sân bay Independence (CVA-62) đồng thời phục vụ canh phòng máy bay trong các hoạt động không kích xuống miền Bắc Việt Nam. Nó quay trở lại căn cứ vịnh Subic chỉ mười ngày sau đó, để rồi lại lên đường vào ngày 21 tháng 11 để thực hành huấn luyện tác xạ. Con tàu đi đến ngoài khơi cảng Đà Nẵng, Nam Việt Nam, nơi nó huấn luyện để chuẩn bị làm nhiệm vụ tìm kiếm và giải cứu (SAR: Search and Rescue). Trong một tháng tiếp theo, tại Trạm SAR phía Bắc, con tàu đã đảm trách vai trò cứu vớt những phi công bị bắn rơi trong vịnh Bắc Bộ.
Tiếp tục làm nhiệm vụ SAR tại khu vực vịnh Bắc Bộ vào đầu năm 1966, Brinkley Bass được thay phiên vào ngày 5 tháng 2 sau khi nó mắc tai nạn va chạm với tàu khu trục Waddell (DDG-24) vào đêm 4 rạng ngày 5 tháng 2, và bị hư hỏng nặng mũi tàu. Sau khi ghé vào Đà Nẵng để xem xét thiệt hại, nó đi đến căn cứ vịnh Subic để được gắn tạm thời một mũi tàu giả, rồi rời vịnh Subic vào ngày 7 tháng 3 cho hành trình quay trở về Hoa Kỳ. Sau các chặng dừng tại Guam, Midway và Trân Châu Cảng, nó về đến Long Beach vào ngày 8 tháng 4, nhưng việc sửa chữa chỉ được bắt đầu tại Xưởng hải quân Long Beach khoảng một tháng sau đó. Nó rời ụ tàu vào ngày 21 tháng 6, rồi tiếp tục những hoạt động thường lệ dọc theo vùng bờ Tây cho đến hết năm 1966.
Khởi hành từ Long Beach vào ngày 27 tháng 12, 1966, Brinkley Bass lại hướng sang Viễn Đông, và có chặng dừng thường lệ tại Trân Châu Cảng trước khi đi đến Yokosuka, Nhật Bản vào ngày 15 tháng 1, 1967. Nó lên đường đi sang vịnh Subic bốn ngày sau đó, đến nơi vào ngày 24 tháng 1, và sau khi thực hành tác xạ vào đầu tháng 2 đã cùng tàu tuần dương Richmond K. Turner (DLG-20) đi sang Trạm SAR ngoài khơi Nam Việt Nam, đến nơi vào ngày 6 tháng 2. Trong một tháng tiếp theo, chiếc tàu khu trục đã bốn lần tham gia giải cứu SAR cùng một đợt được phái đi hỗ trợ hải pháo cho cuộc chiến trên bộ. Được tàu khu trục Mansfield (DD-728) thay phiên vào ngày 5 tháng 3, nó đi đến khu vực tác chiến của Quân đoàn I, nơi nó đã bắn hải pháo hỗ trợ cho lực lượng trên bộ vào ngày 8 tháng 3. Sau đó nó hộ tống cho tàu sân bay Bon Homme Richard (CVA-31) hoạt động tại Trạm Yankee ngoài khơi Bắc Việt Nam, rồi đi đến cảng Cao Hùng, Đài Loan để nghỉ ngơi vào ngày 19 tháng 3.
Brinkley Bass ở lại cảng Cao Hùng cho đến ngày 27 tháng 3, khi nó lên đường quay trở lại vùng chiến sự tại Việt Nam. Nó thay phiên cho tàu khu trục Waddell vào ngày 29 tháng 3 trong vai trò hỗ trợ hải pháo tại khu vực tác chiến của Quân đoàn I, rồi tham gia cùng tàu trục Bigelow (DD-942) để hoạt động trong giai đoạn kết thúc của Chiến dịch Beacon Hill, cuộc hành quân phối hợp không kích và đổ bộ nhằm tiêu diệt các lực lượng Bắc Việt Nam và Việt Cộng đối đầu với một đơn vị Thủy quân Lục chiến tại Gio Linh, Quảng Trị. Kết thúc chiến dịch vào ngày 1 tháng 4, nó lại thay phiên cho tàu khu trục McCaffery (DD-686) trong nhiệm vụ hỗ trợ hải pháo tại khu vực tác chiến của Quân đoàn II. Nó dành ra sáu ngày hỗ trợ cho Chiến dịch Pang Ma Tao của Trung đoàn 9 Bộ binh Hàn Quốc, rồi đến ngày 7 tháng 4 lại tham gia thành phần hộ tống cho tàu sân bay Enterprise (CVN-65) tại Trạm Yankee, và đến ngày 13 tháng 4 lại được điều sang phục vụ cùng đội đặc nhiệm của Ticonderoga. Nó quay trở lại vai trò hỗ trợ hải pháo dọc bờ biển mười ngày sau đó, hoạt động ở phía Bắc khu vực tác chiến của Quân đoàn II.
Được thay phiên khỏi nhiệm vụ hỗ trợ hải pháo vào ngày 25 tháng 4, Brinkley Bass gia nhập trở lại cùng Ticonderoga and Waddell vào ngày 27 tháng 4 để đi sang vịnh Subic, rồi sau đó đi đến Hong Kong và Yokosuka. Nó khởi hành từ Yokosuka vào ngày 19 tháng 5 để quay trở về Hoa Kỳ, và về đến Long Beach vào ngày 29 tháng 5. Con tàu tiếp tục các hoạt động thường lệ tại chỗ từ Long Beach cho đến ngày 1 tháng 9, khi nó chuẩn bị cho đợt đại tu tiếp theo. Nó đi vào Xưởng hải quân Long Beach vào ngày 17 tháng 10 cho đợt đại tu kéo dài gần ba tháng.
Hoàn tất công việc và rời xưởng tàu vào ngày 13 tháng 1, 1968, Brinkley Bass tiếp nối các hoạt động dọc theo vùng bờ biển Nam California cho đến ngày 18 tháng 7, khi nó khởi hành từ Long Beach, cùng các tàu khu trục Decatur (DDG-31), Samuel N. Moore (DD-747) và Harry E. Hubbard (DD-748) hướng sang Viễn Đông. Hải đội đi đến Trân Châu Cảng vào ngày 24 tháng 7, rồi ra khơi vào ngày hôm sau hộ tống cho Hancock (CV-19) khi chiếc tàu sân bay được kiểm tra tình trạng sẵn sàng tác chiến. Sau khi hoàn thành nhiệm vụ, hải đội lại cùng Hancock tiếp tục hành trình đi sang khu vực Tây Thái Bình Dương, đi đến Yokosuka vào ngày 8 tháng 8. Đội đặc nhiệm ở lại cảng Nhật Bản cho đến ngày 11 tháng 8, khi họ lên đường để đi sang vịnh Subic, đến nơi vào ngày 15 tháng 8. Chiếc tàu khu trục lên đường ba ngày sau đó để đi sang vịnh Bắc Bộ, và trong gần năm tháng tiếp theo nó luân phiên giữa các nhiệm vụ hộ tống cho tàu sân bay với vai trò hỗ trợ hải pháo cho những đơn vị đang tác chiến trên bộ. Hoàn thành nhiệm vụ cuối cùng tại vùng chiến tuyến vào ngày 8 tháng 1, 1969, con tàu hướng sang Philippines, viếng thăm vịnh Subic từ ngày 9 đến ngày 13 tháng 1, rồi ghé qua Yokosuka từ ngày 17 đến ngày 20 tháng 1, trước khi lên đường quay trở về nhà.
Về đến Long Beach vào ngày 31 tháng 1, 1969, Brinkley Bass được nghỉ ngơi và bảo trì cho đến giữa tháng 4. Nó trở ra khơi vào ngày 14 tháng 4 cho những hoạt động thường lệ dọc theo vùng bờ biển Nam California. Các hoạt động huấn luyện, bao gồm một chuyến đi thực tập dành cho học viên sĩ quan đến Trân Châu Cảng vào tháng 7, được nó thực hiện cho đến hết năm 1969. Con tàu lại chuẩn bị cho một lượt phục vụ khác tại Viễn Đông, và nó lên đường từ Long Beach vào ngày 12 tháng 1, 1970. Sau các chặng dừng tại Trân Châu Cảng, Midway và Guam, nó đi đến vịnh Subic vào ngày 2 tháng 2. Trong năm tháng tiếp theo nó tiếp tục luân phiên giữa các hoạt động quen thuộc: canh phòng máy bay cho tàu sân bay và bắn hải pháo theo yêu cầu dọc bờ biển. Ngoài ra chiếc tàu khu trục còn tham gia một nhiệm vụ tuần tra tại eo biển Đài Loan và giám sát các tàu đánh cá Liên Xô đang theo dõi các hoạt động của tàu chiến Hoa Kỳ. Hoàn thành lượt phục vụ, nó lên đường đi ngang qua Guam, Midway và Trân Châu Cảng để quay trở về vùng biển California, về đến Long Beach vào ngày 2 tháng 7.
Sau khi được nghỉ ngơi và bảo trì, Brinkley Bass tiếp tục hoạt động huấn luyện từ Long Beach. Nó đi vào Xưởng hải quân Long Beach vào ngày 10 tháng 9, cho một lượt đại tu kéo dài ba tháng, và sau khi rời xưởng tàu vào ngày 10 tháng 12, nó tiếp nối những hoạt động thường lệ dọc theo bờ biển Nam California, kéo dài sang tận năm 1971. Chiếc tàu khu trục lại lên đường vào ngày 14 tháng 5, 1971 để hướng Viễn Đông, hộ tống cho tàu sân bay Oriskany (CVA-34), và ghé qua Trân Châu Cảng trước khi đi đến vịnh Subic vào ngày 29 tháng 5. Trong gần bốn tháng tiếp theo nó hoạt động tại vùng chiến sự ngoài khơi bờ biển Việt Nam, tham gia các hoạt động hộ tống cho tàu sân bay và bắn hải pháo hỗ trợ. Nó rời vùng biển Việt Nam lần sau cùng vào ngày 5 tháng 9 để quay trở về vịnh Subic, và từ đây khởi hành vào ngày 19 tháng 9 cho một chặng đường dài quay trở về nhà. Con tàu đã viếng thăm các cảng Darwin, Townsville và Sydney tại Australia cùng Napier, New Zealand, rồi ghé qua Pago Pago tại Samoa thuộc Mỹ và Trân Châu Cảng để tiếp nhiên liệu trước khi về đến Long Beach vào ngày 24 tháng 10.
Brinkley Bass tiếp tục hoạt động thường lệ tại vùng bờ Tây và vùng biển Hawaii, phần lớn cho công tác huấn luyện, rồi chuyển sang vai trò tàu huấn luyện thuộc Hải quân Dự bị Hoa Kỳ từ ngày 1 tháng 7, 1972. Con tàu thực hiện những chuyến đi huấn luyện ngắn kéo dài hai tuần dành cho học viên sĩ quan dự bị, đồng thời chuyển cảng nhà đến Tacoma, Washington. Nó tiếp tục vai trò này cho đến khi được cho xuất biên chế tại San Diego vào ngày 3 tháng 12, 1973. Tên nó cũng được rút khỏi danh sách Đăng bạ Hải quân cùng ngày hôm đó, và con tàu được chuyển cho Brazil.

### Mariz e Barros(D-26)
Chiếc tàu khu trục tiếp tục phục vụ cùng Hải quân Brazil như là chiếc Mariz e Barros (D-26), cho đến khi nó xuất biên chế vào ngày 1 tháng 9, 1997. Nó tiếp tục neo đậu cố định tại bến tàu để phục vụ như một tàu huấn luyện tĩnh, rồi được loại bỏ bằng các sử dụng như một mục tiêu thực hành.

## Phần thưởng
Brinkley Bass được tặng thưởng bảy Ngôi sao Chiến trận do thành tích phục vụ trong Chiến tranh Triều Tiên, và thêm chín Ngôi sao Chiến trận khác khi hoạt động trong cuộc Chiến tranh Việt Nam